# Selliguea costulata
Selliguea costulata là một loài dương xỉ trong họ Polypodiaceae. Loài này được Wagner & Grether mô tả khoa học đầu tiên năm 1948.
Danh pháp khoa học của loài này chưa được làm sáng tỏ. 